# Toribash
Toribash es un juego de pelea por turnos que usa ragdoll physics, creado por Hampus "Hampa" Söderström , un desarrollador de software sueco. Toribash fue finalista para "Mejor idea para un Videojuego" en el Swedish Game Awards del 2006.
El juego es gratis, y está bajo desarrollo a través de actualizaciones. La versión para Wiiware ya está disponible.

## Jugabilidad
El juego consiste en relajar, extender o contraer articulaciones de tu Ragdoll en un tiempo dado para así crear geniales movimientos y golpear a tu enemigo. El personaje ganará o perderá dependiendo de que personaje tiene más puntos al acabar el tiempo o quien cae contra el piso primero, los puntos se ganan al golpear a tu enemigo, en este juego hay muchos modos de juego para entretener al jugador.

## Historia
La primera versión de Toribash fue lanzada en marzo de 2006.
En agosto de 2006, "Hampa" anunció una versión beta del "swords mod"(Mod de espadas), lo que transformaba una mano del personaje en un palo largo y la otra en un escudo cuadrado. El "swords mod.tbm" puede ser editado fácilmente, creando un sinfín de posibilidades para crear "mods"(modificaciones).
Con el lanzamiento de la versión 2.0, El juego terminó de ser beta y se convirtió en shareware. Al ser shareware se creó un sistema de pago y su propia moneda, el TC(ToriCredits) los cuales se consiguen comprándolos vía PaypPal o con tarjetas de crédito , o también se pueden ganar en cantidades de 10TC por pelea , esto puede ser cambiado comprando ToriBoosters, los que multiplican las cantidades de TC ganadas. El precio de un ToriBooster es un poco elevado pero vale la pena invertirlos. El TC es usado para comprar modificaciones de tu personaje como colores o texturas los cuales varían entre 10TC y  250.000.000TC.